# Ludlow Falls

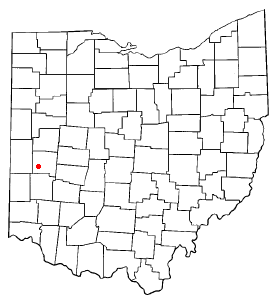
Ludlow Falls na planie stanu Ohio

Ludlow Falls – wieś w USA, w hrabstwie Miami, w stanie Ohio.
Według danych z 2000 roku wieś zamieszkiwana była przez 210 mieszkańców.